# Legamento arcuato laterale
Il legamento arcuato laterale del muscolo diaframma è un fascio tendineo che, insieme al legamento arcuato mediano, costituisce il pilastro laterale, uno dei tre fasci tendinei della parte lombare del diaframma. Esso si inserisce, in corrispondenza dell'estremità superiore del muscolo quadrato dei lombi, ovvero alla dodicesima costa. Lateralmente è separato dalla parte costale del diaframma da un interstizio di forma triangolare chiamato trigono lombocostale. 